# Jason Çeka
Jason Çeka (* 10. November 1999 in Essen) ist ein deutsch-albanischer Fußballspieler.

## Karriere

### Verein
In seiner Jugend spielte Çeka bis 2005 für den VfB Frohnhausen, danach zweimal für Rot-Weiss Essen (2005–2011 und 2016/17) und ebenfalls zweimal für den FC Schalke 04 (2011–2016 und 2017/18). Bei seiner Rückkehr in die RWE-Jugend zur Spielzeit 2016/17 stand Çeka auch im Profikader der Essener in der Regionalliga West, kam jedoch auf keinen Einsatz. In der Spielzeit 2017/18 schloss er sich erneut Schalke an, wo er mit der U19 der Knappen deutscher Vizemeister wurde.
Im Juli 2018 wechselte Çeka schließlich aus der U19 der Knappenschmiede zur 2. Mannschaft in die Oberliga Westfalen. Gleich in seiner ersten Spielzeit 2018/19 wurde er mit der Zweitvertretung von S04 Meister und stieg somit in die Regionalliga West auf. In dieser Spielzeit absolvierte Çeka 28 von 34 möglichen Ligaspielen, bei denen er selbst 8 Tore sowie 6 Vorlagen beisteuerte. In den zwei darauffolgenden Spielzeiten (2019/20 und 2020/21) schnürte Çeka weiter die Schuhe für die Zweitvertretung von S04 und absolvierte in der viertklassigen Regionalliga West 42 Spiele und erzielte dabei 12 Treffer.
Im Sommer 2021 schloss sich Çeka dem 1. FC Magdeburg in der 3. Liga an. Sein Debüt feierte er am 1. Spieltag (24. Juli 2021) beim 2:0-Erfolg über den SV Waldhof Mannheim. In diesem Spiel kam Çeka in der 58. Spielminute für Sirlord Conteh aufs Feld. Bei der knappen 2:3-Niederlage in der 1. Hauptrunde des DFB-Pokals gegen den FC St. Pauli am 7. August 2021, durfte Çeka in dieser Spielzeit auch erstmals Pokalluft schnuppern.
Nach Vertragsende in Magdeburg unterschrieb Çeka beim Zweitligisten SV Elversberg einen Vertrag bis Sommer 2028.

### Nationalmannschaft
Çeka absolvierte am 17. April 2017 ein Freundschaftsspiel für die U18-Auswahl des DFB. Beim 3:0 über die U18 von Österreich kam er in der 71. Minute für Torben Müsel ins Spiel.

## Erfolge
- A-Junioren-Bundesliga 2017/18: Staffelsieger West und deutscher Vizemeister
- Oberliga Westfalen 2018/19: Meister und Aufstieg in die Regionalliga West
- Sachsen-Anhalt-Pokal-Sieger: 2021/2022
- Meister und Aufstieg in die 2. Fußball-Bundesliga: 2021/2022

## Sonstiges
Sein älterer Bruder Ray (* 1997) ist ebenfalls Fußballspieler und kam für den FC Kray zu einigen Einsätzen in der Oberliga Niederrhein.